# Ilie Savu
Ilie Savu (* 9. Januar 1920 in Cornățelu; † 16. November 2010 in Bukarest) war ein rumänischer Fußballspieler und -trainer. Der Torhüter gewann mit Venus Bukarest zweimal die rumänische Meisterschaft. Als Trainer gewann er mit Steaua Bukarest in den Spielzeiten 1965/66 und 1966/67 den rumänischen Pokal.

## Spielerkarriere
Die Karriere von Savu begann im Jahr 1934 im Alter von 14 Jahren bei Prahova Ploiești in der zweiten rumänischen Liga, der Divizia B. Anfang 1937 wechselte er zum Spitzenklub Venus Bukarest, mit dem er die Spielzeiten 1938/39 und 1939/40 mit dem Gewinn der rumänischen Meisterschaft abschließen konnte. Nachdem der Spielbetrieb der Divizia A aufgrund des Zweiten Weltkrieges eingestellt worden war, schloss er sich Anfang 1943 UF Hunedoara an.
Im Sommer 1947 wechselte Savu zum neu gegründeten Armeeklub ASA Bukarest (später CSCA Bukarest). Mit CSCA gewann er in den Jahren 1949 und 1950 zweimal den rumänischen Pokal, kam in den Finalspielen jedoch nicht zum Einsatz. Nach der Saison 1950 beendete er seine aktive Laufbahn.

## Trainerkarriere
Nach dem Ende seiner aktiven Laufbahn arbeitete Savu als Fußballtrainer. Im Sommer 1954 wurde er als Nachfolger von Francisc Ronnay erstmals Trainer seines früheren Klubs CCA Bukarest. Er führte sein Team in der Saison 1954 zur Vizemeisterschaft hinter Flamura Roșie UT Arad. Zur Mitte der Spielzeit 1955 musste er seinen Platz für Ștefan Dobay räumen, dem er in der Saison 1956 beim Gewinn der rumänischen Meisterschaft assistierte. In der nachfolgenden Spielzeit war Savu erneut als Cheftrainer für CCA verantwortlich und beendete die Saison 1957/58 mit der Vizemeisterschaft punktgleich hinter Petrolul Ploiești.
In der Spielzeit 1960/61 betreute Savu die erste Mannschaft seines früheren Teams Corvinul Hunedoara in der Divizia A, das Team musste jedoch als Tabellenletzter absteigen. Im Sommer 1964 wurde Savu zum dritten Mal Trainer von Steaua Bukarest. In der Saison 1965/66 kämpfte er mit seiner Mannschaft gegen den Abstieg, gewann jedoch im gleichen Jahr den rumänischen Pokal. Dieser Erfolg wurde ein Jahr später wiederholt. Anschließend wurde Savu durch Ștefan Kovács ersetzt.
In der Saison 1976/77 und in der Hinrunde der Spielzeit 1978/79 betreute Savu abermals Corvinul Hunedoara, ehe er durch Mircea Lucescu abgelöst wurde.

## Erfolge

### Als Spieler
- Rumänischer Meister: 1939, 1940
- Rumänischer Pokalsieger: 1949, 1950

### Als Trainer
- Rumänischer Pokalsieger: 1966, 1967